# 戈爾博克
48°18′46″N 22°52′34″E / 48.31278°N 22.87611°E
戈爾博克（烏克蘭語：Горбок）是烏克蘭西部的村莊，隸屬外喀爾巴阡州的胡斯特區。該村面積13.46平方公里，海拔高度139米，人口594，人口密度每平方公里57.8人。